# Георг II (ландграф Гессен-Дармштадта)
Георг II Гессен-Дармштадтский (нем. Georg II. von Hessen-Darmstadt; 17 марта 1605, Дармштадт — 11 июня 1661, Дармштадт) — ландграф Гессен-Дармштадта с 1626 года.

## Биография
Георг — сын ландграфа Гессен-Дармштадта Людвига V и его супруги Магдалены Бранденбургской, дочери курфюрста Бранденбурга Иоанна Георга.
Вместе с графом Иоганном Казимиром фон Эрбахом Георг путешествовал по Европе, выполняя одновременно дипломатические миссии по поручению своего отца. Во время военных действий Тридцатилетней войны верный императору Людвиг V попал в плен к курфюрсту Пфальца Фридриху V и умер в то время, как Георг праздновал свою свадьбу в Дрездене.
Во время Тридцатилетней войны ландграф Георг придерживался нейтралитета, сохраняя при этом верность императору Карлу V. Несмотря на это Гессен-Дармштадт был разграблен имперскими солдатами. В 1629 году Георг был вынужден принять реституционный эдикт.
В отличие от большинства немецких протестантских князей ландграф Георг не вступал в союз со Швецией. В Хёхстском договоре 1631 года Георг после личных переговоров с королём Швеции Густавом II Адольфом, признавшим нейтралитет Гессен-Дармштадта, уступил ему крепость Рюссельсхайм.
Ещё в 1625 году начался конфликт с Гессен-Касселем по поводу наследства угасшей линии Гессен-Марбург. Георг стремительно захватил все территории, предоставленные ему императором, которые в 1627 году Касселю пришлось официально уступить. Однако Гессен-Касселю, вступившему в союз со Швецией и Францией, удалось отвоевать земли в 1645 году. Георг вместе со своей семьёй был вынужден бежать от ужасов войны и чумы в замок Лихтенберг, а позднее в Гиссен. По Вестфальскому миру Георг окончательно лишился земель, предоставленных ему императором в 1622 году и отошедших ландграфине Амалии Елизавете Ганау-Мюнценбергской, получив компенсацию в размере 60 тыс. талеров. Гессенская война тем самым завершилась.
Гессен-Дармштадт понёс значительные потери в Тридцатилетней войне. Ремесленничество и земледелие находились в полном упадке. Георг закупил зерно и скот для раздачи населению. Тем самым ему удалось оживить в стране сельское хозяйство. В 1650 году он призвал своих эмигрировавших подданных вернуться на родину. В 1659 году Георг отказался от политической поддержки императора и вступил в Рейнский союз, направленный против Габсбургов. В своём завещании он советовал своим преемникам держаться вместе с Гессен-Касселем.

## Потомки
1 июня 1627 года в замке Торгау Георг II женился на Софии Элеоноре Саксонской, дочери курфюрста Саксонии Иоганна Георга I. У них родилось трое сыновей и двенадцать дочерей.
- Людвиг VI (1630—1678), ландграф Гессен-Дармштадта, женат на принцессе Марии Елизавете Шлезвиг-Гольштейн-Готторпской (1634—1665), затем на принцессе Елизавете Доротее Саксен-Гота-Альтенбургской (1640—1709)
- Магдалена Сибилла Гессен-Дармштадтская (1631—1651)
- Георг (1632—1676), ландграф Гессен-Иттера, женат на принцессе Доротее Августе Шлезвиг-Гольштейн-Зондербургской (1636—1662), затем на графине Юлиане Александрине Лейнинген-Дагсбург-Гейдесгеймской (1651—1703)
- София Элеонора (1634—1663), замужем за ландграфом Вильгельмом Кристофом Гессен-Гомбургским (1625—1681)
- Елизавета Амалия (1635—1709), замужем за курфюрстом Филиппом Вильгельмом Пфальц-Нейбургским (1615—1690)
- Луиза Кристина (1636—1697), замужем за графом Кристофом Людвигом I Штольбергским (1634—1704)
- Анна Мария (1637)
- Анна София (1638—1683), аббатиса Кведлинбургского монастыря 1681—1683
- Амалия Юлиана (1639)
- Генриетта Доротея (1641—1672), замужем за графом Иоганном II Вальдек-Пирмонтом (1623—1668)
- Иоганн (1643)
- Августа Филиппина (1643—1672)
- Агнесса (1645)
- Мария Гедвига (1647—1680), замужем за герцогом Бернгардом I Саксен-Мейнингенским